# Kolloidosmotiskt tryck
Kolloidosmotiska trycket är en form av osmotiskt tryck som orsakas av stora molekyler i kolloidform i blodplasma, framför allt proteiner. Effekten av det kolloidosmotiska trycket är att orsaka transport av vätska, i huvudsak vatten, in i blodcirkulationssystemet. Fenomenet beror på att blodplasmaproteinerna, till skillnad från vatten, har svårt att passera kapillärernas väggar, och effekten av detta kompenserar i viss mån för den vätska som läcker ut ur kapillärerna.